# St. Jakob im Rosental
St. Jakob im Rosental, Sankt Jakob im Rosental (słoweń. Šentjakob v Rožu) – gmina targowa w Austrii, w kraju związkowym Karyntia, w powiecie Villach-Land. Liczy 4235 mieszkańców (1 stycznia 2015).